# آدم هنتر (لاعب غولف)
آدم هنتر (بالإنجليزية: Adam Hunter)‏ هو لاعب غولف بريطاني، ولد في 26 سبتمبر 1963 في غلاسكو في المملكة المتحدة، وتوفي في 14 أكتوبر 2011 بسبب ابيضاض الدم.

## وصلات خارجية
- آدم هنتر على موقع رابطة أوروبا للاعبي الغولف المحترفين (الإنجليزية)